# Trifolium polyodon
Trifolium polyodon är en ärtväxtart som beskrevs av Edward Lee Greene. Trifolium polyodon ingår i släktet klövrar, och familjen ärtväxter. Inga underarter finns listade i Catalogue of Life.